# Egesianatte
Egesianatte (in greco antico: Ἡγησιάναξ?, Heghesiánax; in latino Hegesianax; Alessandria Troade, ... – ...; fl. II secolo a.C.) è stato un poeta, diplomatico e storico greco antico.

## Biografia
Egesianatte fu grammaticus (nella polivalente accezione del lemma), poeta, storico (gli è anche attribuita un'opera sull'antica "Libia", o "Lybikà") e astronomo greco, vissuto alla corte di Antioco III, per il quale rivestì anche il ruolo di ambasciatore.
Nacque ad Alessandria della penisola di Troade, come risulta da materiale epigrafico che lo notifica anche quale figlio di un Diogene («Ἡγησιάναξ Διογένους Ἀλεξανδρεὺς ἐκ τᾶς Τρωάδος»).

### Le missioni diplomatiche
Poté entrare in rapporti con il re seleucide Antioco III, di cui si guadagnò il favore recitando e donandogli le sue poesie: il re lo ammise indi nella cerchia dei suoi amici (φίλοι), come riferisce Demetrio di Skepsi nell'episodio raccontato nel suo Τρωικὸς διάκοσμος (Lo schieramento troiano), citato in Ateneo.
Nel contesto storico dei prodromi al conflitto tra Roma e la Siria, Antioco gli affidò diverse missioni diplomatiche. Egesianatte si recò per la prima, nel 196 a.C., a Corinto insieme con un Lisia e vi si incontrò con l'ex console romano Tito Quinzio Flaminino, in occasione della celebrazione delle feste istmiche. Ancora con Lisia fu alla corte del re seleucide nella Lisimachia che Antioco aveva ricostruito nel 196.
Tre anni dopo, nel 193 a.C., quando le relazioni romano-seleucidi si deteriorarono, Egesianatte si recò a Roma come inviato di Antioco, questa volta con Menippo come suo compagno. Entrambi negoziarono con un organo nominato dal Senato composto da dieci commissari e guidato ancora da Tito Quinzio Flaminino. Tuttavia, le discussioni non portarono ad un accordo.
Probabilmente durante questo secondo viaggio diplomatico Egesianatte fu ancora a Delfi, dove, essendo egli di origine greca, nell'ambito della missione fu incaricato della prossenia.
Della vita di Egesianatte dopo di allora non si tramanda più nulla.

### Poeta, declamatore, attore
Demetrio di Skepsi cita Egesianatte per un particolare attinente alla sua attività di declamatore di poesia e attore di tragedie, dapprima di ben misera qualità e in seguito dotato di voce dal timbro assai più piacevole, raggiunto grazie a una dieta che per diciotto anni aveva previsto l'astinenza dal cibarsi di fichi. Tale particolare non sarebbe di per sé rilevante, se non fosse ripreso in una delle scarsissime citazioni relative al personaggio.

## Opere
Fu autore di una Storia troiana, di due opere grammaticali, di un'opera sulla Libia (Λιβυκά) e di un poema astronomico sui Fenomeni. Tuttavia, così come dubbi sussistono sull'identificazione tra l'autore delle opere grammaticali e l'astronomo, non di meno per quella dell’astronomo con lo storico. Se infatti c'è chi si pronuncia nettamente contro l’identificazione dell’astronomo con lo storico, altri esprimono ipotesi meno trancianti e comunque da prendere in considerazione.
Delle opere di Egesianatte sono pervenuti solo pochi frammenti, che nel primo quarto del XXI secolo sono stati pubblicati (testo originale in greco antico, traduzione inglese e commento) in:
- (EN, EL) Virgilio Costa, Hegesianax of Alexandria Troas (BNJ 45), a cura di Ian Worthington, Boston, Brill's New Jacoby, 2014, ISBN 9789004113909.

### Importanza della tradizione indiretta
A causa della indisponibilità delle opere di Egesianatte, sono vieppiù da considerare i testi che di esse sono stati più o meno impliciti vettori, ovvero di tradizione indiretta, pur nella loro problematicità.

### Opere grammaticali
- Sull'elocuzione di Democrito: "Περὶ τῆς Δημοκρίτου λέξεως"
- Sull'elocuzione poetica: "Περὶ ποιητικῶν λέξεων"

Se delle opere poetiche gli studiosi ricevono dall'antichità notizie circostanziali, esplicitamente invece viene attestata l'attribuzione a Egesianatte di due opere grammaticali.
Stefano di Bisanzio, infatti, grammatico e autore nel VI sec. di un dizionario geografico intitolato Ethnica, confluito, sebbene solo per via di un compendio (l'epitome ermolaiana), nel lessico enciclopedico Suda, sotto la voce Τρῳάς riporta: «Τρῳάς ["Troade"; seguono i nomi alternativi della regione e l'etnico Τρῳαδεύς]. ἐντεῦθεν ἦν καὶ Ἡγησιάναξ γραμματικός, γράψας Περὶ τῆς Δημοκρίτου λέξεως βιβλίον ἓν καὶ Περὶ ποιητικῶν λέξεων». («Di quel luogo era anche il grammatico Hegesianax, che ha scritto "Sull'elocuzione di Democrito", in un libro, e "Sull'elocuzione poetica"»).

### Egesianatte astronomo?
A causa della scarsità di informazioni inequivocabili in proposito, non esiste una prova dirimente quanto all'esatta identificazione di Egesianatte e delle sue opere, questioni su cui gli storici si trovano ad affrontare una vera e propria stratigrafia di fonti, da esaminare a diversi livelli di rimandi e citazioni che si succedono a spirale.
Il matematico Bernardino Baldi, eclettico poligrafo che fu anche storico antiquario, nella sua Cronica de' matematici, offre una testimonianza su Egesianatte che merita approfondimenti critici anche per la individuazione ulteriore dell'esatto soggetto della citazione stessa nella fonte antica: «Hegesianatte da Troade scrisse poeticamente dell’Astrologia, ne' quali libri, come nota Plutarco, si sforzò per via di raggioni perspettive, e specolari di rendere la causa de le macchie della Luna.»

#### Egesianatte in Plutarco?
Si registrano occorrenze importanti, in Plutarco o sotto il suo nome, che suggeriscono una volta di più la peculiarità filologica, e quasi misteriosa, che avvolge la tradizione egesianattea e addirittura la sua identificazione.
- Uno storico dal nome di "Hegesianax" o "Hesianax", insieme con il riferimento al terzo libro di un’opera di questi, chiamata Lybica, è menzionato[26] dal cosiddetto Pseudo-Plutarco in un'operetta spuria a cavallo fra II e III d.C., i Parallela minora (Συναγωγὴ ἱστοριῶν παραλλήλων Ἑλληνικῶν καὶ Ρωμαϊκῶν), tramandata nel corpus dei Moralia.
- Circa un secolo prima (a cavallo fra I e II d.C.), era stata fatta menzione, proprio da Plutarco nel suo De facie in orbe Lunae (Περὶ τοῦ ἐμφαινομένου προσώπου τῷ κύκλῳ τῆς σελήνης),[27] di un poeta, sotto il nome di  "Agesianax", di cui Plutarco citava alcuni versi che descrivono la Luna.[2][28][29] A questo proposito, è da rilevare che già Voss (latinizzato in Vossius),[30] esprima il suggestivo dubbio su quale di questi due possa essere identificato con l’altro o l’uno o l’altro dei due, o entrambi, con l’Egesianatte di Alessandria nella Troade.

#### Egesianatte nelDe astronomiadiHyginus
Di Igino, scrittore latino del I sec.d.C. da non confondere con l’omonimo “bibliotecario”, sono state tramandate due opere, tra cui un trattato  De Astronomia, che ha come fonte, tra le altre, i Fenomeni (Φαινόμενα) di Arato di Soli. In tale trattato iginiano si leggono almeno tre citazioni di Egesianatte, che a loro volta tramandano notizie, pareri o conoscenze o interpretazioni mitologiche, relativi alle costellazioni, peculiari, sebbene non originali, accanto a quelle di altre fonti, testimoniando come in Egesianatte si fondessero interesse per l'astronomia, per la mitologia stellare, e concezione della poesia quale mezzo espressivo dell'attività di esegesi e critica.
In particolare:
- Hyg. Astr. 2,6: Sulla costellazione dell'ENGONASIN (Inginocchiato), Igino riporta il pensiero di Eratostene di Cirene che affermerebbe trattarsi di Ercole, piegato sul ginocchio destro, mentre lotta col serpente custode delle Esperidi, e così Panyasi nel suo Heraclea: («Hunc Eratosthenes Herculem dicit, supra draconem collocatum, de quo ante diximus, eumque paratum ut ad decertandum, sinistra manu pellem leonis, dextra clavam tenentem. Conatur interficere draconem Hesperidum custodem, qui numquam oculos operuisse somno coactus existimatur, quo magis custos adpositus esse demonstratur. Se quo etiam Panyasis in Heraclea dicit. Horum igitur pugnam Iuppiter admiratus, inter astra constituit. Habet enim draco caput erectum, Hercules autem dextro genu nixus, sinistro pede capitis eius dextram partem obprimere conatur; dextra manu sublata ut feriens, sinistra proiecta cum pelle leonis, ut cum maxime dimicans apparet. Etsi quis sit hic negat Aratus posse quemquam demonstrare, tamen conabimur demonstrare, ut aliquid verisimile dicamus»). Lo scrittore riprende l'opinione di Arato sulla indimostrabilità dell'identificazione con alcuno dei personaggi mitologici, e di seguito afferma che riporterà la propria tesi, purché plausibile («verisimile»).

Quindi continua riportando quella di Egesianatte: «Hegesianax autem Thesea dixit esse, qui Troezene saxum extollere videtur, quod existimatur Aegeus sub eo ellopium ensem posuisse, et Aethrae Thesei matri praedixisse, ne ante eum Athenas mitteret, quam sua virtute lapide sublato, potuisset gladium patri referre».
«Egesianatte disse invece che era Teseo, che si vede a Trezene spostare il masso sotto il quale si crede che Egeo abbia nascosto i calzari e la spada e avesse riferito la profezia a Etra, madre di Teseo, che non lo mandasse ad Atene prima che, conseguita la virilità, non avesse potuto sollevare la pietra e riportare al padre la spada».
- Hyg. Astr. 2,14: Sulla costellazione dell'OPHIUCUS, Igino ricorda invece genericamente come «apud nostros scriptores», «tra i nostri scrittori», sia chiamato «Anguitenens», ossia «il Maneggiatore/Dominatore di serpenti» e che sia posta sopra la costellazione dello Scorpione. Ricorda altresì come sia identificato anche, da molti, col re Carnabonte re dei Geti di Tracia, ivi imprigionato con il serpente in mano da Cerere in memoria del suo crimine e della punizione che ella gli aveva inflitto.

Prosegue dunque incastonando l'esplicita citazione di Egesianatte tra quelle, seguenti, di altri («alii»): «Hegesianax enim dicit, Cererem memoriae hominum causa ita Carnabonta sideribus figurasse, manibus tenentem draconem ut interficere existimetur. Qui ita vixerat acerbe, ut iucundissimam sibi conscisceret mortem». «Egesianatte infatti dice che Cerere per ricordarlo agli uomini avesse raffigurato Carnabonte tra le stelle in tale forma, col serpente tra le mani, che si pensasse che stesse uccidendolo: ma che per se stesso vivesse una vita così amara che sarebbe stato quanto di più gradito infliggersi la morte».
- Hyg. Astr. 2,29: Quanto alla costellazione dell'AQUARIUS, Igino, prima di riprendere quella di Eubulo, secondo il quale si trattava di Cecrope, divinità ctonia venerata nell'antica Atene e suo mitico fondatore e re («Eubulus autem Cecropem demonstrat esse»), riferisce l'opinione di molti («conplures») che si identificasse con Ganimede, bellissimo giovane rapito da Giove per farne il coppiere («deorum ministrum»), separandola da quella di Egesianatte ancora con un netto «autem»: 
Egesianatte che «invece» riteneva fosse «Deucalione, perché durante il suo regno si profusero dal cielo acque con tale violenza che si disse che egli stesso fosse divenuto "cataclismo"»: «Hegesianax autem Deucaliona dicit esse, quod eo regnante tanta vis aquae se a caelo profuderit, ut cataclysmus factus esse diceretur». 
Quest'ultima interpretazione riportò un certo successo perché, accolta da Nigidio Figulo[34], tramite quest'ultimo confluì sia nella traduzione di Germanico dei Phaenomena di Arato,[35] sia in Lucano.[36]

### Egesianatte autore diΦαινόμενα
Della "Vita di Arato" di Soli, poeta della cui varia produzione è tramandato il poema astronomico "Fenomeni" (Φαινόμενα) in 1154 esametri, ritenuto versificazione dell'opera in prosa di Eudosso di Cnido, sono tràdite più versioni: in uno scolio nella cosiddetta Vita Arati¹ si legge un elenco di autori a loro volta di Φαινόμενα:
«καὶ γὰρ Εὔδοξος ὁ Κνίδιος ἔγραψε Φαινόμενα καὶ Λᾶσος ὁ Μάγνης, οὐχὶ ὁ Ἑρμιονεὺς ἀλλ’ὁμώνυμος ἄλλος [Λάσῳ τῷ Ἑρμιονεῖ], καὶ Ἕρμιππος 

καὶ Ἡγησιάναξ 

καὶ Ἀριστοφάνης ὁ Βυζάντιος καὶ ἄλλοι πολλοί»

(«Infatti anche Eudosso di Cnido scrisse "Fenomeni" e anche Laso di Magnesia, non l’Ermioneo ma l’altro omonimo, e Ermippo e Egesianatte e Aristofane di Bisanzio e molti altri»). 
A proposito della co-occorrenza Egesianatte-Ermippo, associati sia nella lista sia nell’epigramma "tolemaico", pare essa mezzo di suggerire un canone o una comune sensibilità quanto alla poesia astronomica: ugualmente, anche la segnalazione di miti stellari alternativi rispetto a quelli tradizionali desunti da Eratostene si rivela caratteristica di Egesianatte condivisa anche con Ermippo.
Un elenco di nomi in parte differente si legge anche nella versione ² della vita di Arato mentre nella ³ è presente l'attestazione relativa a Arato ma non l'elenco di nomi.

### L'epigramma "tolemaico": Egesianatte astronomo
Ancora nella Vita Arati¹, è infatti tramandato un epigramma, il cui studio filologico ha coinvolto più studiosi, giunti a conclusioni peculiari, che comunque consistono in un contributo indispensabile alla verifica dell'attività di Egesianatte quale scrittore di astronomia:

«πάνθ ̓ Ἡγησιάναξ τε καὶ Ἕρμιππος <τὰ> κατ ̓ αἴθρην

τείρεα καὶ πολλοὶ ταῦτα τὰ Φαινόμενα

βίβλοις ἐγκατέθεντο †ἀπὸ σκοποῦ δ ̓ ἀφάμαρτον†·

ἀλλ ̓ ὅ γε λεπτολόγος σκῆπτρον Ἄρατος ἔχει».
Secondo tale epigramma dal testo "tormentato" dalle cruces (†) e almeno in un punto irrimediabilmente perduto, avrebbe scritto dunque di Φαινόμενα («stelle e costellazioni») anche Egesianatte, citato, più che inquadrato, in una serie di altri studiosi del tema, citati e non:

«Egesianatte, Ermippo e molti altri

composero libri sulle stelle e le costellazioni tutte

nel cielo, †senza smarrirne l’osservazione†:

ma è Arato λεπτολόγος, capace di leptotes (di esprimersi con sottigliezza), a detenerne la corona.»

#### Autori e autorialità
Dacché è stato tràdito con il titolo di "Ἰδιοφυεῖς" a sottolinearne la "peculiarità", e attribuito a un non precisato "(βασιλεὺς) Πτολεμαῖος", gli studiosi si sono confrontati sull'identità dell'autore di tale epigramma.
- La posizione forse più neutra è assunta da Paton[43] e approvata da Denys Page:[17] Paton infatti scrive: «Ptolemy: uncertain, which» («Tolomeo: non è certo quale di essi»).
- Tra coloro che associano l'epigramma ad uno dei Tolomei regnanti, vari studiosi si pronunciano diversamente, ascrivendolo[44] a Tolomeo I, altri al Filadelfo,[45] o a Tolomeo IV Filopatore.[46]
- Ancora, altri lo attribuisce a Archelao di Chersoneso, parodossografo, autore di Ἰδιοφυεῖς vissuto alla corte di Tolomeo Evèrgete]:[47] tuttavia tale ipotesi[48] si aggancia ad altro autore non esente da incertezze così come è incerto se l’Ἰδιοφυῆ sia un’opera in poesia distinta rispetto agli Epigrammi, denominazione con cui i frammenti poetici sono presentati dalle fonti (Antigono di Caristio e Varrone).[46]
- Un'ulteriore proposta da parte della filologia moderna, la cui suggestività è testimoniata dall'interesse suscitato negli studiosi, è che autore dell'Epigramma possa essere Claudio Tolomeo: Franz Boll,[49] infatti, sostiene che l'epigramma è riportato da un numero consistente di testimoni appartenenti a due dei tre rami principali della tradizione manoscritta della Μαθηματικὴ σύνταξις (Syntaxis Mathematica) dell'astronomo egiziano; l'ipotesi è suppeditata (o dimostrata, a seconda delle interpretazioni) dalla cronologia cui risalgano le divergenze fra tali branche della tradizione (IV sec.d.C.).
 Su quest'ultima direttrice filologica si orienta lo studio più recente di Cristian Tolsa,[50] che da parte sua propone che tale epigramma, di data e autore incerti, sia stato adoperato come scolio di presentazione della Syntaxis ma in seguito, in un periodo successivo a quello supposto da Boll, dai marginalia con-testuali sarebbe passato all'interno del testo stesso, con un procedimento noto alla filologia.[51]

### Τρωικά. "Storia di Troia"
«ὁ δὲ τὰ Κεφαλίωνος ἐπιγραφόμενα Τρωικά συνθεὶς Ἡγησιάναξ ὁ Ἀλεξανδρεύς [...]»

(«Egesianatte di Alessandria, che compose la "Storia di Troia" -"Troiká"-  attribuita a Kephalion -Cefalione-» [...])
Nella dotta "opera-contenitore" di Ateneo, "Deipnosophistai" (Deipnosofisti: "I saggi, o gli studiosi, a banchetto"), sotto il pretesto narrativo di una conversazione conviviale in cui la cultura enciclopedica dei convitati evoca come esperto dell'una o dell'altra ricetta o diversa materia vari personaggi, incidentalmente viene indicato Egesianatte come autentico autore dei "Troiká" (espressione traducibile come "Guerra" - o "Storia" - "troiana" o "Fatti di Troia"), indicati come opera attribuita o posta sotto il nome di Kephalion (o Cefalione), e tale attribuzione è generalmente accolta dall'attuale filologia.
A sua volta, insomma, anche Egesianatte ebbe ad usare un artificio narrativo, nel suo caso per consolidare una propria opera, attribuendone la parte più antica ad una fonte ben più arcaica, ma «fittizia»: «un certo Cefalone (o Cefalione) di Gergite».
Gli studiosi si sono posti, non di meno, la questione della correttezza dell'identificazione tra l'autore della Storia troiana ("Troiká") e delle opere grammaticali; tra i sostenitori sono alcuni critici, e, precedentemente, Gerhard J. Voss.

#### Egesianatte in Strabone
Anche Strabone, geografo e storico a cavallo fra I sec. a.C. e I d.C., si fa veicolo di una notizia storico-archeologica attribuita a Egesianatte.

In un passaggio dei suoi Γεωγραφικά (la Geografia), Strabone nota che «τὸ Ἴλιον» («la Ilio») in cui i Romani entrarono espellendo dal paese «al di qua del Tauro» Antioco il Grande non era che una sorta di «κωμόπολίς τις» («città-villaggio»), ricordando inoltre che lo stesso «Δημήτριος ὁ Σκήψιος» («Demetrio di Skepsi») affermava che, «quando da ragazzo aveva visitato la città in quel periodo, aveva trovato l'insediamento così trascurato che gli edifici non avevano nemmeno i tetti di tegole»: proprio accanto alla testimonianza di Demetrio, Strabone riporta, rilevandola, anche quella di Egesianatte («Ἡγησιάναξ δὲ») che da parte sua riferiva che pure i Galati in essa non avevano trovato la roccaforte che cercavano («εἰς τὴν πόλιν δεομένους ἐρύματος»), perché era «priva di mura» («διὰ τὸ ἀτείχιστον»).

## Stile
Nel suo "Sulla disposizione delle parole" (Περὶ συνθέσεως ὀνομάτων - Perì synthèseōs onomátōn), Dionigi, o Dionisio, di Alicarnasso, soffermandosi sugli stili retorici e nominandolo con altri storici ellenistici, immette nella sua carrellata di «storici noiosi» e «illeggibili», anche Egesianatte, oltre a 'moltissimi altri' che neppure cita forse ritenendoli ancora minori.